# Orthetrum cancellatum
Orthetrum cancellatum е вид водно конче от семейство Libellulidae. Видът не е застрашен от изчезване.

## Разпространение
Разпространен е в Австрия, Азербайджан, Албания, Алжир, Беларус, Белгия, Босна и Херцеговина, България, Великобритания, Германия, Грузия, Гърция (Егейски острови и Крит), Дания, Джърси, Естония, Индия (Аруначал Прадеш, Джаму и Кашмир, Мадхя Прадеш, Сиким и Химачал Прадеш), Ирландия, Испания, Италия (Сардиния и Сицилия), Казахстан, Кипър, Киргизстан, Китай, Латвия, Литва, Люксембург, Малта, Молдова, Монголия, Нидерландия, Норвегия, Полша, Португалия, Северна Македония, Румъния, Русия, Сирия, Словакия, Словения, Сърбия, Таджикистан, Туркменистан, Турция, Узбекистан, Украйна (Крим), Унгария, Финландия, Франция (Корсика), Хърватия, Черна гора, Чехия, Швейцария и Швеция.